# 실리 심포니스
실리 심포니스(Silly Symphonies)는 월트 디즈니 컴퍼니에서 제작된 단편 애니메이션 영화 작품 시리즈이다. 1929년의 《해골 댄스》에 시작된 이 시리즈는 뮤지컬의 바탕으로 새로운 각본의 방향과 제작 기술 등 참신한 시도가 적극적으로 도입되었다. 3색 컬러를 처음 이용한 작품인 《Flowers and Trees》과 동화를 소재로 한 《Three Little Pigs》가 유명하다.그외에도 <요리하는 토끼들>, <아기의 꿈나라 여행>, <세 아기의 달나라 모험>, <쿠키 축제> 등 판타지 이야기와 노아의 방주,미다스왕과 황금의 손등 유명한 신화나 전설 또는 헨절과 그레텔 같은 명작동화 등 이 음악과 함께 어우러진 10분 이내의 단편 애니메이션이다.

## 내용
실리 심포니스에 관련된 내용은 여러가지로 구성되어있으나, 월트 디즈니의 다른 애니메이션에 등장하는 한 주인공을 중심으로 만든 배경이 아닌 그냥 애니메이션 속에 나오는 어떤 동물이나 식물 등의 삶이나 진행을 목적으로 만들었고 그 애니메이션에 나오는 음악 등으로 바탕으로 중심으로 만들었다. 그래서 실리 심포니스의 경우는 때로는 지루하거나 재미없을 때가 많다. 즉 어떻게 보면 환타지아에 가까운 분위기이다.
그 중에서 The Old Mill의 경우는 오래된 방앗간을 중심으로 만들었으나 정작 내부에는 버려진 방앗간에 그저 새, 비둘기, 부엉이, 박쥐, 생쥐라는 많지도 않은 동물들이 서식하고 있는 자연 배경으로 하고 있다. 나머지 동물들은 방앗간이 아닌 바깥에서 활동하고 있는 모습도 있기 때문에 일반 동물의 경우도 방앗간에도 관심없다는 의미를 보여준다. 그리고 음악도 좀 쓸쓸한 분위기로 나오면서 나중에는 억수같은 비가 내리며 벼락이 풍차를 내리치는 경우도 있다.
그래서 The Old Mill의 경우는 좀 쓸쓸하고 외롭고 공허한 분위기를 조성하고 있으며 간단하게 방앗간 내부의 살아가고 있는 동물들을 간단하게 보여주고 끝난다. 이유는 사람이 아무도 없고 버려진 방앗간 내부도 텅 비어있는 곳에서 그저 많지도 않은 동물들이 간단하게 살아가고 있다는 얘기만 하고 있기 때문이다.

## 같이 보기
- 미국 애니메이션의 황금시대